# Pokémon Rumble
Pokémon Rumble, connu sous le nom Melee! Pokémon Scramble (乱戦！ポケモンスクランブル, Ransen! Pokemon Sukuranburu) au Japon, est un jeu vidéo d'action et de beat them all de la franchise Pokémon sur WiiWare.
Le jeu sort le 16 juin 2009 au Japon, le 16 novembre 2009 en Amérique du Nord, et le 20 novembre 2009 en Europe. En Amérique du Nord, le jeu est vendu 1 500 Nintendo Points lors de sa disponibilité. Le titre connait plusieurs suites sorties sur différentes plates-formes Nintendo : Super Pokémon Rumble, Pokémon Rumble U, et Pokémon Rumble World.